# Peugeot 208
Peugeot 208 er en minibil fra den franske bilfabrikant Peugeot og efterfølgeren for Peugeot 207. Modellen kom på markedet den  21. april 2012, i første omgang som tre- og femdørs hatchback. Før da blev 208 præsenteret i marts 2012 på Geneve Motor Show.

## Udstyr
208 findes i tre forskellige udstyrsvarianter: Access, Active og Allure. Til basisudstyret Access hører ABS, ASR og ESP samt seks airbags. Derudover har Active-modellen bilradio, fartpilot, klimaanlæg og læderrat samt 7-tommers touchskærm, over hvilken kørecomputeren og bilradioen betjenes. Det højeste udstyrsniveau Allure har derudover forkromet udstødningsrør, 16" alufælge, tågeforlygter, tozonet klimaanlæg og sportssæder.

## Tekniske specifikationer
I første omgang findes 208 med to benzin- og tre dieselmotorer. I september 2012 kommer topmodellen 208 155 THP på markedet, den har 156 hk og findes kun som tredørs. Samtidig udvides motorprogrammet med de nyudviklede trecylindrede benzinmotorer.
Alle versioner har forhjulstræk og femtrins manuel gearkasse. Kun den stærkeste benzin- og dieselmotor har seks gear. De to svageste dieselmotorer kan som ekstraudstyr leveres med automatiseret fem- hhv. sekstrins manuel gearkasse. Foran har alle versioner indvendigt ventilerede skivebremser, og bagtil har de trecylindrede benzinmotorer og den svageste dieselmotor tromlebremser, mens alle øvrige versioner har skivebremser.
Efterfølgeren for 207 er i alle tre dimensioner (længde: – 7 cm, bredde/højde: – 1 cm) skrumpet, så også egenvægten er sunket med mellem 110 og 173 kg. Akselafstanden er dog identisk med forgængeren.
- Bagfra
- Peugeot 208 femdørs (2012−)
- Peugeot 208 "GTi Concept"

| Model         | Cylindre | Ventiler | Slagvolume cm³ | Max. effekt kW (hk) / omdr. | Max. drejningsmoment Nm / omdr. | 0-100 km/t sek. | Topfart km/t | Byggeår    |
| ------------- | -------- | -------- | -------------- | --------------------------- | ------------------------------- | --------------- | ------------ | ---------- |
| Benzinmotorer |          |          |                |                             |                                 |                 |              |            |
| 68 VTi        | 3        | 12       | 999            | 50 (68) / 5750              | 95 / 3000                       | 14,0            | 163          | 9/2012 −   |
| 82 VTi        | 3        | 12       | 1199           | 60 (82) / 5750              | 118 / 2750                      | 12,2            | 175          | 9/2012 −   |
| 95 VTi        | 4        | 16       | 1397           | 70 (95) / 6000              | 136 / 4000                      | 10,5            | 188          | 4/2012 −   |
| 120 VTi       | 4        | 16       | 1598           | 88 (120) / 6000             | 160 / 4250                      | 9,9             | 190          | 4/2012 −   |
| 155 THP       | 4        | 16       | 1598           | 115 (156) / 6000            | 260 / 1750 − 4000               | 7,3             | 215          | 9/2012 −   |
| GTi           | 4        | 16       | 1598           | 147 (200)                   | 275                             |                 |              | fra 3/2013 |
| Dieselmotorer |          |          |                |                             |                                 |                 |              |            |
| HDi 68        | 4        | 8        | 1398           | 50 (68) / 4000              | 160 / 1750                      | 13,5            | 163          | 4/2012 −   |
| e-HDi 92      | 4        | 8        | 1560           | 68 (92) / 4000              | 230 / 1750                      | 10,9            | 185          | 4/2012 −   |
| e-HDi 115     | 4        | 8        | 1560           | 84 (114) / 3600             | 270 / 1750                      | 9,7             | 190          | 4/2012 −   |